# Japonski suhi vrt
Japonski suhi vrt (枯山水, karesansui) ali japonski skalnjak, pogosto imenovan zen vrt, je značilen slog japonskega vrta. Ustvarja miniaturno stilizirano pokrajino s skrbno sestavljenimi razporeditvami skal, vodnih elementov, mahu, obrezanih dreves in grmovja ter uporablja gramoz ali pesek, ki je zgrabljen, da predstavlja valovanje v vodi. Zen vrtove običajno najdemo v templjih ali samostanih. Običajno je razmeroma majhen, obdan z zidom ali stavbami in je mišljen tako, da si ga lahko ogledate sedeč z enega samega zornega kota zunaj vrta, kot je veranda, rezidenca glavnega meniha templja ali samostana. V mnoge, z gramozom namesto s travo, stopijo le zaradi vzdrževanja. Klasični zen vrtovi so bili ustvarjeni v templjih zen budizma v Kjotu v obdobju Muromači. Namenjeni so bili posnemanju bistva narave, ne njenega dejanskega videza in služili kot pomoč pri meditaciji.

## Zgodovina

### Zgodnji japonski skalni vrtovi
Kamniti vrtovi so na Japonskem obstajali vsaj od obdobja Heian (794–1185). Ti zgodnji vrtovi so bili opisani v prvem priročniku japonskih vrtov Sakuteiki (»Zapisi o vzdrževanju vrtov«), ki ga je konec 11. stoletja napisal Tačibana no Tošicuna (1028–1094). Prilagodili so kitajsko vrtno filozofijo dinastije Song (960–1279), kjer so skupine skal simbolizirale goro Penglai, legendarno gorsko otoško domovino osmih nesmrtnikov v kitajski mitologiji, v japonščini znano kot Horai. Sakuteiki je natančno opisal, kako je treba postaviti kamne. V enem odlomku je zapisal:
»Na mestu, kjer ni ne jezera ne potoka, lahko postavimo tako imenovano kare-sansui ali suho pokrajino«.
Ta vrsta vrta je vsebovala skale, postavljene pokonci kot gore ali pa v miniaturni pokrajini hribe in grape z malo rastlinami. Opisal je več drugih slogov skalnjakov, ki so običajno vključevali potok ali ribnik, vključno s slogom velike reke, slogom gorske reke in slogom močvirja. Oceanski slog je vseboval skale, za katere se je zdelo, da so jih razjedli valovi, obdane z bregom belega peska, kot plaža.
Bel pesek in prod sta bila dolgo značilnost japonskih vrtov. V šintoistični veri so ga uporabljali za simbol čistosti in ga uporabljali okoli svetišč, templjev in palač. V zen vrtovih predstavlja vodo ali, kot beli prostor na japonskih slikah, praznino in daljavo. So mesta meditacije.

### Zen budizem in obdobje Muromači (1336–1573)
Za obdobje Muromačija na Japonskem, ki je potekalo približno v istem času kot renesansa v Evropi, so bila značilna politična rivalstva, ki so pogosto vodila v vojne, a tudi izjemen razcvet japonske kulture. Tam se je začelo gledališče Noh, japonski obred pitja čaja, slog japonske arhitekture šoin in vrt zen.
Zen budizem je bil uveden na Japonsko ob koncu 12. stoletja in je hitro pridobil veliko privržencev, zlasti med razredom samurajev in vojnimi gospodarji, ki so občudovali njegovo doktrino samodiscipline. Vrtovi zgodnjih zen templjev na Japonskem so spominjali na kitajske vrtove tistega časa z jezeri in otoki. Toda v Kjotu se je v 14. in 15. stoletju ob pomembnih zen templjih pojavila nova vrsta vrtov. Ti zen vrtovi so bili zasnovani za spodbujanje meditacije. «Narava, če bi jo naredili ekspresivno tako, da bi jo zmanjšali na njene abstraktne oblike, bi lahko posredovala najgloblje misli s svojo preprosto prisotnostjo«, je zapisal Michel Baridon. »Kompozicije iz kamna, ki so bile že običajne na Kitajskem, so na Japonskem postale prave okamenele pokrajine, ki so se zdele obešene v času, kot v določenih trenutkih gledališča Noh, ki sega v isto obdobje«.
Mnogi strokovnjaki menijo, da je prvi vrt, ki je začel prehod na nov slog, Saihō-dži, »tempelj dišav Zahoda«, popularno znan kot Koke-dera, tempelj mahu, v zahodnem delu Kjota. Budistični menih in zen mojster Musō Kokuši je leta 1334 preoblikoval budistični tempelj v zen samostan in zgradil vrtove. Spodnji vrt Saihō-dži je v tradicionalnem slogu obdobja Heian; ribnik z več skalnimi kompozicijami, ki predstavljajo otoke. Zgornji vrt je suhi skalnjak, ki ima tri skalne »otoke«. Prvi, imenovan Kamešima, otok želve, je podoben želvi, ki plava v »jezeru« mahu. Drugi, Zazen-seki, je ravna »meditacijska skala«, za katero se verjame, da izžareva mir in tišino; in tretji je kare-taki, suh »slap«, sestavljen iz stopnic ravnih granitnih skal. Mah, ki zdaj obdaja skale in predstavlja vodo, ni bil del prvotnega vrtnega načrta; zrasel je nekaj stoletij kasneje, ko je bil vrt neurejen, zdaj pa je najbolj znana značilnost vrta.
Muso Kokuši je zgradil še en tempeljski vrt v Tenrjū-dži, »tempelj nebeškega zmaja«. Zdi se, da je na ta vrt močno vplivalo kitajsko krajinsko slikarstvo dinastije Song, ki prikazuje gore, ki se dvigajo v megli in namiguje na veliko globino in višino. Vrt v Tenrjū-dži ima pravi ribnik z vodo in suhim slapom iz kamnov, ki je videti kot kitajska pokrajina. Saihō-dži in Tenrjū-dži prikazujeta prehod iz vrta v slogu Heian proti bolj abstraktnemu in stiliziranemu pogledu na naravo.
Vrtovi Ginkaku-dži, znani tudi kot Srebrni paviljon, se prav tako pripisujejo Muso Kokušiju. Ta tempeljski vrt je vključeval tradicionalni vrt z ribnikom, vendar je imel novo funkcijo za japonski vrt; območje z nabranim belim prodom s popolno oblikovano goro iz belega proda, ki spominja na goro Fudži, v središču. Prizor so poimenovali ginšanada, dobesedno »srebrni pesek in odprto morje«. Ta vrtna značilnost je postala znana kot kogecudai ali »majhna gora, obrnjena proti luni«, in podobna majhna gora Fudži, narejena iz peska ali zemlje, prekrite s travo, se je stoletja pozneje pojavljala v japonskih vrtovih.
Najbolj znan od vseh zen vrtov v Kjotu je Rjoan-dži, zgrajen v poznem 15. stoletju, kjer je zen vrt prvič postal povsem abstrakten. Vrt je pravokotnik velikosti 340 kvadratnih metrov. V njej je postavljenih petnajst kamnov različnih velikosti, skrbno sestavljenih v pet skupin; ena skupina po pet kamnov, dve skupini po tri in dve skupini po dva kamna. Kamni so obdani z belim prodom, ki ga menihi vsak dan skrbno grabijo. Edina vegetacija na vrtu je nekaj mahu okoli kamnov. Vrt je namenjen opazovanju iz sedečega položaja na verandi hōdžō, rezidence opata samostana.
Vrt v Daisen-inu (1509–1513) je imel bolj literaren pristop kot Rjoan-dži. Tam »reka« belega proda predstavlja metaforično potovanje skozi življenje; začne se s suhim slapom v gorah, poteka skozi brzice in skale in se konča v mirnem morju belega proda z dvema prodnatima gorama.
Izum zen vrta je bil tesno povezan z razvojem japonskih pokrajinskih slik s tušem. Japonski slikarji, kot sta Sesshū Tōjō (1420–1506) in Soami (umrl 1525), so močno poenostavili svoje poglede na naravo in prikazali le najbolj bistvene vidike narave, pri čemer so okoli črnih in sivih risb pustili velike bele površine. Soami naj bi bil osebno vpleten v načrtovanje dveh najbolj znanih zen vrtov v Kjotu, Rjoan-dži in Daisen-in, čeprav njegova vpletenost ni bila nikoli z gotovostjo dokumentirana.
Michel Baridon je zapisal: »Slavni zen vrtovi iz obdobja Muromači so pokazali, da je japonska umetnost vrtov popeljala do najvišje stopnje intelektualne prefinjenosti, ki jo je bilo mogoče doseči.«
- Saihō-dži - vrt mahu, zgodnji zen vrt iz sredine 14. stoletja. Mah je prišel veliko kasneje, ko vrt ni bil negovan.
- V vrtu Ginkaku-dži je replika gore Fudži, narejena iz proda v prodnatem morju. stoletja je bil model za podobne miniaturne gore v japonskih vrtovih.
- Del vrta v Rjoan-dži (pozno 15. stoletje), najbolj abstrakten od vseh japonskih zen vrtov
- Klasična triadna skalna kompozicija v Rjoan-dži.
- Beli prodnati »ocean« vrta Daisen-dži, v katerega teče prodnata reka.
- Vrt blažene gore v Zuiho-inu, podtempelj Daitoku-dži.
- V vrtu Zuiho-in – nekatere skale naj bi tvorile križ. Vrt je zgradil daimjō Ōtomo Sōrin, ki se je spreobrnil v krščanstvo.

### Poznejši skalni vrtovi
V obdobju Edo je velik sprehajalni vrt postal prevladujoč slog japonskega vrta, vendar so zen vrtovi še naprej obstajali v zen templjih. Zgrajenih je bilo nekaj majhnih novih skalnjakov, običajno kot del vrta, kjer pravi potok ali ribnik ni bil praktičen.
Leta 1880 je stavbe templja Tōfuku-dži v Kjotu, enega najstarejših templjev v mestu, uničil požar. Leta 1940 je tempelj naročil krajinski zgodovinar in arhitekt Šigemori Mirei, da poustvari vrtove. Ustvaril je štiri različne vrtove, enega za vsako stran glavne tempeljske stavbe. Naredil je en vrt s petimi umetnimi griči, pokritimi s travo, ki simbolizirajo pet velikih starodavnih templjev Kjota; sodoben skalnjak z navpičnimi skalami, ki simbolizirajo goro Horai; veliko »morje« belega gramoza, nagrabljenega v vzorcu šahovnice in intimen vrt z vrtinčastimi peščenimi vzorci.
V zadnjem stoletju so se zen vrtovi pojavili v mnogih državah zunaj Japonske.
- Vrt Tofuku-dži (1940). Pet gričev simbolizira pet velikih zen templjev Kjota.
- Sodobni zen vrt v Tōfuku-dži (1940).
- Zen vrt v vzorcu šahovnice, v Tōfuku-dži (1940).
- Dvoriščni zen vrt v Tōfuku-dži (1940).
- Del sodobnega zen vrta v Tōfuku-dži (1940). Otoki nesmrtnih.
- Del sodobnega zen vrta v Tōfuku-dži (1940).
- Honbō vrt v Šiteno-dži
- Majhen vrt v japonskem čajnem vrtu v parku Golden Gate v San Franciscu
- Peščeni in kamniti vrt v japonskih vrtovih Portlanda.
- An'jō-in vrt v Taisan-dži v Kobeju, Japonska.
- Rosan-dži vrt
- Muzej umetnosti Adači
- Taizō-in, Mjōšin-dži, v Kjotu
- Kōmjōzen-dži
- Jissō-in, Kjoto (Ivakura)
- Japonski vrt v vrtovih Hamilton, Waikato, Nova Zelandija
- Japonski skalnjak (1. faza), Chandigarh (Indija)
- Japonski skalnjak (faza 2), Chandigarh (Indija)

## Izbira in razporeditev kamnov
Kamniti aranžmaji in drugi miniaturni elementi se uporabljajo za upodobitev gora in naravnih vodnih elementov in prizorov, otokov, rek in slapov. Kamniti in oblikovani grmi (karikomi, hako-zukuri topiarij) se uporabljajo izmenično. V večini vrtov se mah uporablja kot pokrivalo tal za ustvarjanje »zemlje«, prekrite z gozdom.
Izbira in postavitev kamnov je najpomembnejši del izdelave japonskega skalnjaka. V prvem znanem priročniku japonskega vrtnarjenja, Sakuteiki (»Zapisi o urejanju vrtov«), je izraženo kot »postavljanje kamnov«, iši vo tateru koto; dobesedno »dejanje postavljanja kamnov pokonci«. Določil je zelo natančna pravila za izbiro in postavitev kamnov ter opozoril, da bo lastnik vrta trpel nesrečo, če se pravila ne bodo upoštevala. V japonskem vrtnarjenju so skale razvrščene kot visoke navpične, nizke navpične, obokane, ležeče ali ravne.
Za ustvarjanje »gora« se običajno uporabljajo magmatske vulkanske kamnine, razgibane gorske skale z ostrimi robovi. Gladke, zaobljene sedimentne kamnine se uporabljajo za robove prodnatih »rek« ali »morskih obal«. V kitajskih vrtovih dinastije Song so bile posamezne skale, ki so izgledale kot živali ali imele druge nenavadne lastnosti, pogosto glavna atrakcija vrta. V japonskih vrtovih posamezne skale redko igrajo glavno vlogo; poudarek je na skladnosti kompozicije. Za urejanje skal je v Sakuteiki veliko pravil, na primer:
Poskrbite, da bodo vsi kamni, vse do sprednjega dela aranžmaja, postavljeni tako, da bodo vidne njihove najboljše strani. Če ima kamen grdo zgornjo stran, jo postavite tako, da bo ta stran poudarjena. Tudi če to pomeni, da se mora nagniti pod precejšnjim kotom, nihče ne bo opazil. Vedno mora biti več vodoravnih kot navpičnih kamnov. Če obstajajo kamni, ki »bežijo«, morajo biti kamni, ki se »lovijo«. Če obstajajo »naslonjeni« kamni, morajo biti tudi »podporni« kamni. 
Skale so redko, če sploh kdaj, postavljene v ravne črte ali v simetrične vzorce. Najpogostejša razporeditev je ena ali več skupin treh kamnov. Ena pogosta triadna ureditev ima visoko navpično skalo, ob kateri sta dve manjši skali, ki predstavljata Budo in njegova dva spremljevalca. Druge osnovne kombinacije so visoka navpična skala z ležečo skalo; kratka navpična skala in ravna skala; in triado visoke navpične skale, ležeče skale in ploščate skale. Druga pomembna načela so, da izberete kamnine, ki se razlikujejo po barvi, obliki in velikosti, da se izognete kamninam s svetlimi barvami, ki bi lahko motile gledalca in poskrbite, da zrna kamnin tečejo v isto smer.
Ob koncu obdobja Edo je bilo izumljeno novo načelo: uporaba suteiši, »zavrženih« ali »brezimnih« kamnov, postavljenih na na videz naključna mesta, da bi dodali vrtu spontanost. Druga pomembna načela razporeditve kamnov vključujejo uravnoteženje števila navpičnih in vodoravnih skal.

## Gramoz
V zen vrtovih se običajno uporablja gramoz namesto peska, ker ga manj motita dež in veter. Grabljenje gramoza v vzorec, ki spominja na valove ali valovanje vode, znan kot samon (砂紋)  ali hōkime (箒目), ima estetsko funkcijo. Zen duhovniki vadijo to grabljenje tudi za pomoč pri koncentraciji. Do popolnosti linij ni enostavno. Grabi se po vzorcih grebenov po želji in omejeno na nekatere kamnite objekte, ki so znotraj gramoznega območja. Kljub temu vzorci pogosto niso statični. Razvijanje variacij vzorcev je ustvarjalen in navdihujoč izziv. Običajno obstajajo štirje vzorci grabljenja, linija, val, drsenje in karo.
Prod, ki se uporablja v japonskih vrtovih, je znan kot suna (pesek), čeprav so posamezni delci veliko večji od delcev tistega, kar velja za običajen pesek. Ti so veliki od 2 mm do celo 30 do 50 mm. Vrtovi v Kjotu so v zgodovini uporabljali širakava-suna (白川砂利, pesek širakava), ki je znan po precej umirjeni barvni paleti. Ta vrsta zamolklo črno pegastega granita je mešanica treh glavnih mineralov, belega glinenca, sivega kremena in črne sljude, ki se ujema z estetiko večine zen vrtov. širakava-suna ima tudi erodirano teksturo, ki se spreminja med nazobčano in gladko in je cenjena zaradi svoje sposobnosti, da zadrži nagnjene utore, z vzorci, ki trajajo tedne, razen če se vmešajo vreme, živali ali ljudje.
Od leta 2018 samo v Kjotu obstaja 341 območij, ki se razprostirajo na 166 templjih s površino več kot 29.000 m 2, ki uporabljajo širakava-suna. Prod se uporablja na območju vhoda, glavnega vrta in hodnika in je v štirih oblikah, raztresen prod, prodnata terasa, gramoz in vrtna pot. Običajno je na območjih, ki pokrivajo manj kot 100 m 2, gramoz globok od 20 do 50 mm in ima velikost delcev 9 mm. Med vrtovi, ki so uporabljali širakava-suna, sta Rjoan-dži in Daitoku-dži.
Širakava-suna izvira iz zgornjega toka reke Širakava. Vendar je od poznih1950-ih reka zaščitena vodna pot in je črpanje gramoza iz reke nezakonito. Sčasoma se gramoz uniči zaradi vremenskih vplivov in postane drobnejši, zaradi česar morajo vrtnarji občasno nadomestiti gramoz, da bi ta ohranil vzorce, narejene v njih.
Od prepovedi črpanja iz reke Širakava se gramoz, ki se uporablja tako za vzdrževanje obstoječih vrtov kot za ustvarjanje novih, pridobiva iz kamnolomskega gorskega granita podobne sestave, ki je zdrobljen in presejan. Vendar postopek izdelave ustvari zaobljene delce enake velikosti, ki nimajo značilnosti vzorca pravega širakava-sune, ki imajo vogale in niso enake velikosti. Portlandski japonski vrt je na primer eksperimentiral z granitnimi drobci, pridobljenimi iz kanadskih kamnolomov, da bi nadomestil izgubo dostopa do širakava-sune.
Vzdrževanje gramoza na Japonskem se običajno izvaja dvakrat do trikrat na mesec.

## Simbolika
V japonskem skalnjaku skale včasih simbolizirajo gore (zlasti Horai, legendarni dom osmih nesmrtnih v taoistični mitologiji); ali pa so lahko čolni ali živo bitje (običajno želva ali krap). V skupini so lahko slap ali žerjav v letu.
V najzgodnejših skalnjakih v obdobju Heian je kamenje v vrtu včasih imelo politično sporočilo. Kot je zapisal Sakutei-ki:
 »Včasih, ko so gore šibke, jih voda zagotovo uniči. Z drugimi besedami, kot da bi podložniki napadli svojega cesarja. Gora je šibka, če nima kamnov za oporo. Cesar je šibak, če nima svetovalcev. Zato pravijo, da je gora varna zaradi kamnov in da je cesar varen zaradi svojih podložnikov. Zato morate, ko gradite pokrajino, okoli gore za vsako ceno postaviti skale.

Nekateri klasični zen vrtovi, kot je Daisen-in, imajo simboliko, ki jo je mogoče zlahka prebrati; je metaforično potovanje po reki življenja. Drugi, kot je Rjoan-dži, se upirajo enostavni interpretaciji. Izpostavljenih je bilo veliko različnih teorij o tem, kaj naj bi vrt predstavljal, od otokov v potoku do plavajočih mladičev tigrov do vrhov gora, ki se dvigajo nad oblake, do teorij o skrivnostih geometrije ali pravilih ravnovesja lihih števil. Zgodovinar vrtov Gunter Nitschke je zapisal: »Vrt Rjoan-dži ne simbolizira ničesar, ali natančneje, da bi se izognili morebitnim nesporazumom, vrt Rjoan-dži ne simbolizira niti nima vrednosti reproduciranja naravne lepote, ki jo lahko najdemo v resničnem ali mitskem svetu. Menim, da gre za abstraktno kompozicijo naravnih objektov v prostoru, kompozicijo, katere funkcija je spodbujanje meditacije.«
Nedavni predlog Gerta van Tonderja z univerze v Kjotu in Michaela Lyonsa z univerze Ritsumeikan je, da skale Rjoan-džija tvorijo subliminalno podobo drevesa. Raziskovalci trdijo, da je podzavest občutljiva na subtilno povezavo med kamni. Menijo, da je to morda odgovorno za pomirjujoč učinek vrta.

## Krajinsko slikanje in kritika zenovskega vrta
Kitajsko krajinsko slikarstvo je bilo ena od mnogih kitajskih umetnosti, ki so prišle na Japonsko z zen budizmom v 14. stoletju. Da je zen budizem vplival na načrtovanje vrtov, ni prvič predlagala havajska vrtna novinarka Loraine Kuck v1930-ih, ne na Japonskem, ampak na Zahodu, leta 1988 pa ji je oporekal strokovnjak za japonsko vrtno zgodovino Wybe Kuitert. To je bilo precej preden so se znanstveniki v 1990-ih lotili dekonstrukcije promocije in sprejemanja zena. Kritika se nanaša na dejstvo, da budistični duhovniki niso poskušali izražati zena v vrtovih. Pregled citatov budističnih duhovnikov, ki so vzeti za »dokaz« zena za vrt, so pravzaprav fraze, prepisane iz kitajskih razprav o krajinskem slikarstvu. Sekundarni pisci o japonskem vrtu, kot sta Keane in Nitschke, ki sta se družila s Kuitertom, ko je delal na svojih raziskavah na univerzi v Kjotu, so se pridružili kritiki vrta Zen, kot je Kendall H. Brown, ki je zavzel podobno distanco do vrta Zen. Na Japonskem je kritiko prevzel Jamada Šoudži, ki je zavzel kritično držo do razumevanja vse japonske kulture, vključno z vrtovi, pod nominacijo zen. Christian Tagsold je razpravo povzel tako, da je dojemanje japonskega vrta postavil v kontekst interdisciplinarne primerjave kultur Japonske in Zahoda.
Zen duhovniki citirajo kitajske razprave o krajinskem slikarstvu, ki kažejo, da sta japonski skalnjak in njegova vrtna kulisa karesansui bila in še vedno navdihujeta ali temeljita na prvem kitajskem in kasneje tudi japonskem krajinskem slikarstvu. Krajinsko slikarstvo in krajinsko vrtnarjenje sta bila tesno povezana in prakticirali so jih intelektualci, literati, ki jih je navdihnila kitajska kultura. Primarno načelo oblikovanja je bilo ustvarjanje pokrajine, ki je temeljila na tridimenzionalnem enobarvnem krajinskem slikanju s črnilom (sumi), sumi-e ali suiboku-ga ali pa je na to vsaj močno vplivalo. Na Japonskem ima vrt enak status kot umetniško delo. Čeprav je vsak vrt drugačen po svoji sestavi, večinoma uporabljajo skalne skupine in grmičevje, da predstavljajo klasičen prizor gora, dolin in slapov, vzetih iz kitajskega krajinskega slikarstva. V nekaterih primerih je lahko tako abstrakten kot le nekaj otokov v morju. Vsak japonski vrt lahko vključuje tudi obstoječo kuliso zunaj svoje omejitve, npr. hribe zadaj, kot »izposojeno kuliso« (z uporabo tehnike, imenovane šakei).

## Seznam svetišč in templjev s skalnimi vrtovi
| InV Kjotu: - Daitoku-dži - Daisen-in - Džišoji - Džisso-in - Mjošin-dži - Rozan-dži - Rjoan-dži - Tofuku-dži | Zunaj Kjota: - An'jō-in (Kobe) - Bingo-Ankoku.dži (Fukujama) - Harima Ankoku-dži (Katō, Hjōgo) - Džōmjō-dži (Kamakura, Kanagava) - Kinbjōzan Zuisen-dži (Kamakura) - Komjozen.dži (Fukuoka) - Šiteno-dži (Osaka) |

### Opomba
*Sakuteiki je vrtna knjiga z zapiski o vrtnarstvu, ki sega v pozno sedemnajsto stoletje. Njegov najstarejši naslov je Senzai Hishõ, "Skrivni izvlečki o vrtovih", napisan pa je bil pred skoraj 1000 leti, zaradi česar je najstarejše delo o japonskem vrtnarstvu. Domneva se, da je to v 11. stoletju napisal plemeniti človek po imenu Tachibana no Tichitsuna. V tem besedilu je prva omemba karesansuija v literaturi. Šele pred kratkim smo videli angleški sodobni prevod te vrtnarske klasike.